# Adbusters
Adbusters Media Foundation - неприбуткова, анти-споживча, природоохоронна організація, заснована в 1989 році Kalle Lasn і Bill Schmalz у Ванкувері, Британська Колумбія. Adbusters описує себе як "глобальна мережа художників, активістів, письменників, жартівників, студентів, викладачів та підприємців, які хочуть поширювати новий соціальний рух активістів інформаційного століття".
Характеризується деким як антикапіталістичною чи опозиційною до капіталізму, організація публікує за підтримки читачів вільний від реклами Adbusters, журнал активістів з міжнародним тиражем 120 000, присвячений критиці споживацтва. Колишні та нинішні автори статей: Крістофер Хеджес, Matt Taibbi, Bill McKibben, Jim Munroe, Douglas Rushkoff, Jonathan Barnbrook, Девід Гребер, Simon Critchley, Славой Жижек, Майкл Хардт, David Orrell та інші.